# Comuna Vižinada, Istria
Vižinada este o comună în cantonul Istria, Croația, având o populație de 1.158 de locuitori (2011).

## Demografie
Componența etnică a comunei Vižinada
     Croați (64,59%)
     Italieni (7,6%)
     Necunoscut (1,04%)
     Neclasificat (26,17%)
Componența confesională a comunei Vižinada
     Catolici (93,26%)
     Fără religie și atei (2,33%)
     Necunoscută (2,25%)
     Alte religii (2,16%)
Conform recensământului din 2011, comuna Vižinada avea 1.158 de locuitori. Din punct de vedere etnic, majoritatea locuitorilor (64,59%) erau croați, existând și minorități de afiliați religios (23,32%) și italieni (7,6%). Apartenența etnică nu este cunoscută în cazul a 1,04% din locuitori. Din punct de vedere confesional, majoritatea locuitorilor (93,26%) erau catolici, cu o minoritate de persoane fără religie și atei (2,33%). Pentru 2,25% din locuitori nu este cunoscută apartenența confesională.